# Degüello de Moca
El Degüello de Moca (en francés: Décapitation du Moca; en criollo haitiano: Masak nan Moca) fue un genocidio realizado por el ejército haitiano en la parte española de la Isla de Santo Domingo (hoy República Dominicana). En dicha masacre, las tropas de Jean-Jacques Dessalines y Henri Christophe desataron una carnicería abierta sobre la población civil dominicana indefensa. Este hecho sucedió en abril de 1805, un año después de la Masacre de Blancos de Haití de 1804. En esa época, la parte española de la isla se encontraba bajo control francés (1795-1809).
Una de las principales referencias históricas sobre este hecho, es el libro titulado: Memorias de mi salida de la Isla de Santo Domingo el 28 de abril de 1805, escrito por Gaspar Arredondo y Pichardo, uno de los sobrevivientes del genocidio. El libro fue escrito por Arredondo poco después de haber escapado de la isla. Esta masacre, fue parte de una serie de invasiones militares haitianas hacia la parte española de la isla. El historiador haitiano Jean Price-Mars, afirma que las tropas haitianas aniquilaron a dominicanos de raza blanca, negra y mestiza.
Aunque los haitianos se declararon libres en 1804, Francia nunca reconoció ni aceptó la Independencia de Haití, pues no podía darse el lujo de perder su colonia más valiosa en el Caribe. Tratando de recuperar su colonia a toda costa, Francia (con ayuda de sus aliados ) mantuvo a Haití aislada económica y diplomaticamente y bajo amenaza de invasión militar. Los haitianos tenían miedo de que las tropas francesas ubicadas en la parte española de la isla, lanzaran un ataque militar sobre Haití en cualquier momento.  
A finales de febrero de 1805 Dessalines ocupando Hincha y Christophe tomando Dajabón entraron al Santo Domingo Español al mando de 40,000 tropas, con el objetivo de sacar a los franceses de la parte española de la isla, y así evitar un ataque francés hacia Haití desde la parte española, pero no pudieron lograrlo.  Las tropas francesas del General Jean-Louis Ferrand lograron destruir el ataque de Haití de manera efectiva.  
En su retirada de regreso a Haití. Los pueblos de Monte Plata, Cotuí, La Vega, Santiago, San José de las Matas, Monte Cristi,  San Juan de la Maguana y Moca fueron reducidos a cenizas por el derrotado ejército haitiano. Cientos de dominicanos inocentes fueron masacrados, incluyendo a 40 niños que fueron decapitados en una Iglesia de Moca (de ahí el nombre de la masacre). Esta masacre es vista en Haití como "una lucha para destruir la esclavitud". 
Más tarde, en 1808, los dominicanos dirigidos por Juan Sánchez Ramírez, derrotaron y expulsaron a los franceses de la parte española de la isla en Batalla de Palo Hincado, terminando para siempre con la presencia francesa en Santo Domingo Español.
Cinco años más tarde, Francia le devolvió la parte española de la isla a España oficialmente en el Tratado de París de 1814.
Los habitantes de la parte española de la Isla de Santo Domingo heredaron el gentilicio de Dominicano, que se deriva del nombre de  la ciudad capital de la colonia y del nombre oficial de la colonia española. Los dominicanos han utilizado este endónimo desde inicios del siglo 17.

## Hechos

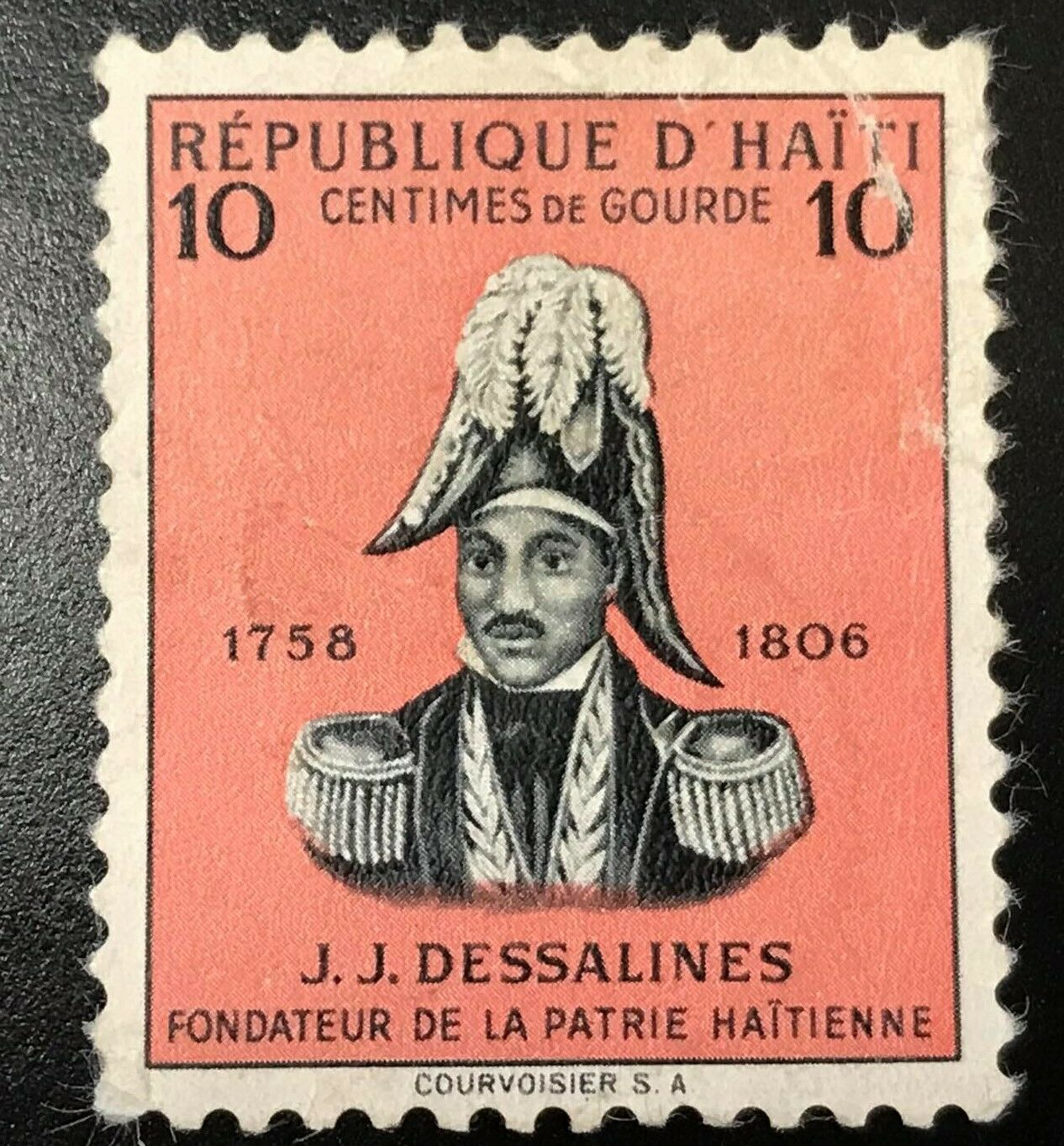
Jean-Jacques Dessalines impreso en un sello

Estos eventos fueron narrados en relatos del testigo Gaspar de Arredondo y Pichardo, un joven estudiante de derecho residente en Santiago, Santo Domingo, quien luego huyó a Cuba después de sobrevivir el genocidio. Los objetivos previstos de Dessalines eran Ferrand y sus soldados franceses, pero también le había advertido a los habitantes dominicanos en una carta que cooperaran con él o se arriesgarían a morir. Gaspar de Arredondo y Pichardo detalla su relato de los hechos en el libro Recuerdo de mi salida de la isla de Santo Domingo el 28 de abril de 1805, que fue descubierto en Cuba y luego entregado al gobierno dominicano para registro histórico.

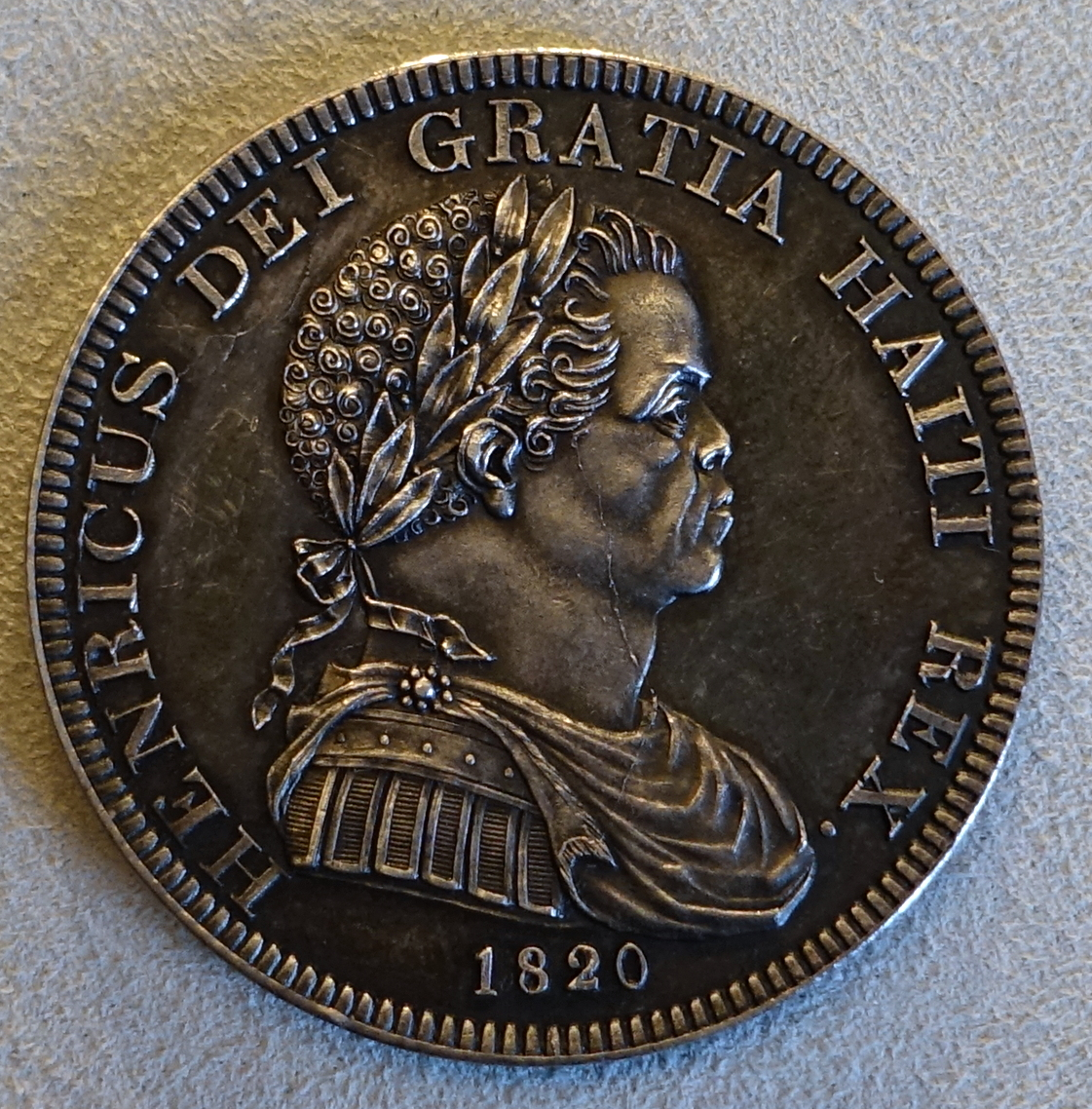
Henri Christophe marcado en una moneda

Las tropas Haitianas entraron en las ciudades y mataron a todos los que encontraron en su camino, ya fueran Blancos, Mestizos o Negros. Algunos de los relatos:
Los negros entraron a la ciudad como una furia del averno, degollando sable en mano, atropellando cuanto encontraban, y haciendo correr por todas partes la sangre. Figúrese cuál sería la consternación, el terror y el espanto, en que de momento calló aquel vecindario, tan descuidado, a vista de unos hechos semejantes, cuando casi todos estaban reunidos en la iglesia mayor, con su pastor implorando el auxilio divino, mientras se representaba en el altar el sacrificio de nuestra Redención, y en disposición de recibir la comunión, como uno de los días del año en que, por costumbre, hasta los del campo venían a cumplir el precepto anual. El tropel de las mujeres huyendo sin saber para dónde, ni por dónde. Los gritos de niños y ancianos que salían de sus casas despavoridos. Los eclesiásticos confundidos en medio de los que le pedían el consuelo. – de Arredondo y Pichardo.
Se menciona en (44) a un conocido sastre mestizo llamado Fernando Pimentel:
Un hombre (44) que todavía no había tragado las especies sacramentales, cuando fue pasado con una bayoneta y quedó tendido en la puerta del mismo santuario. De allí el que pudo escapó para caer después en manos de los caribes (ejército de Christophe/OQ) que recorrían la ciudad y no perdonaban vida al que encontraban. Todos obedecieron creyendo que se iba a proclamar algún indulto o gracia a favor de ellos, y el indulto fue degollarlos a todos luego que se verificó la reunión prevenida, como ovejas acorraladas. Que los negros luego que consumaron el sacrificio espantoso, sacrílego y bárbaro, abandonaron el pueblo: que de todas las mujeres estaban en la iglesia, solo quedaron con vida dos muchachas que estaban debajo del cadáver de la madre, de la tía o de la persona que las acompañaban, se fingieron muertas porque estaban cubiertas con la sangre que había derramado el cadáver que tenían encima que en el presbiterio había, por lo menos, 140 niños degollados y encima, del altar una señora de Santiago, Doña Manuela Polanco, mujer de Don Francisco Campos, miembro del Consejo departamental, que fue Sacrificado el día de la Invasión y colgado en los arcos de la Casa Consistorial, con dos o tres heridas mortales de que estaba Agonizando. – de Arredondo y Pichardo.
Las tropas haitianas regresaron a Haití luego de notar que barcos franceses que pensaban se dirigían hacia la parte occidental de la isla, que creían estaban siendo enviados a atacar su país. Gaspar de Arredondo y Pichardo también relata que, en su retirada a Haití, todas las ciudades atravesadas y la población quedaron reducidas a cenizas, incluso altares.
El periódico Otsego Herald, con sede en Cooperstown, Nueva York, publicó detalles de la masacre el mismo mes de los hechos:
El ejército haitiano había ido contra Santo Domingo. Se dice que ascienden a 40 000 hombres. Dessalines, el emperador, había marchado a la cabeza de éstos hasta que llegaron a Santiago, una ciudad del interior de considerable fuerza. Luego se celebró un consejo de guerra, cuando se determinó asaltar la ciudad. Sin embargo, se pidió al emperador que no arriesgue su vida en el intento. La dirección del asedio fue dada al general Brave, quien, después de un conflicto desesperado y sangriento, logró apoderarse de la ciudad; no, sin embargo, sin pérdidas considerables. Se rumoreaba que el general Brave estaba mortalmente herido y había perdido a 1000 de sus mejores tropas. Los franceses y españoles encontrados en la ciudad, se suponía, fueron todos pasados por la espada. – Periódico Otsego Herald, 25 de abril de 1805

## Efectos

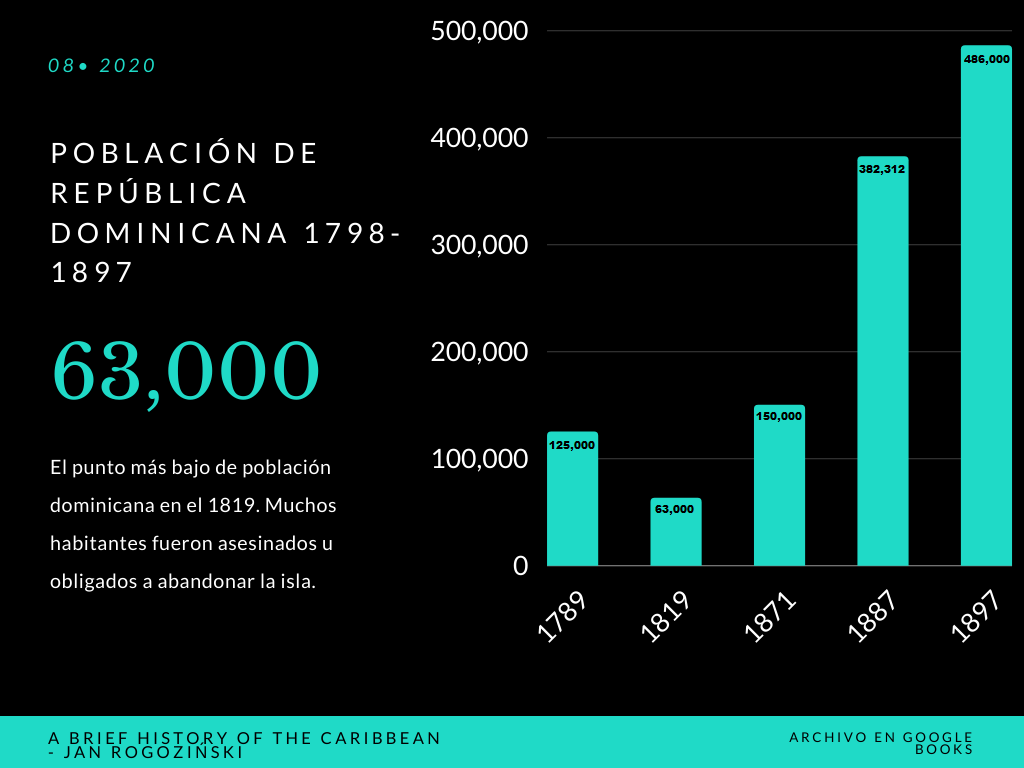
Población de República Dominicana 1789-1897

Esta masacre se ha relacionado con la masacre de 1937 en República Dominicana, y contribuyente a los eventos que culminaron durante el régimen del futuro presidente Rafael Leónidas Trujillo para ordenar esa masacre.
La matanza de inocentes y la quema de municipios le dejó una impresión negativa a la República Dominicana sobre las intenciones de Haití, que luego invadió Estado Independiente de Haití Español durante la Independencia efímera en 1822 luego de una invasión irresistible con la fuerza de 10 000 de las tropas haitianas comandadas por Jean-Pierre Boyer para unificar el país con Haití. Veterano escritor de historia haitiana Jan Rogoziński cuantificó la población de Santo Domingo disminuyendo a 63 000, en 1819, debido a ataques como Degüello De Moca. La población dominicana contaba 175 000 en 1789.
La historia de Haití presenta la masacre como evento necesario para asegurar la independencia de su país por temor al restablecimiento de la esclavitud en toda la isla en ese entonces debido a las intenciones de Jean-Louis Ferrand. Ellos elogian los ataques hechos contra las tropas francesas cuyas intenciones eran restablecer la esclavitud que fue abolida en Haití años antes.

## En la cultura popular
Reconocido en La Fiesta del Chivo – Un libro del escritor peruano Mario Vargas Llosa.